# Jezioro Głębokie (Puszcza Wkrzańska)
Jezioro Głębokie (do 1945 r. niem. Glambeck See) – jezioro w granicach Szczecina, w północnej części dzielnicy Zachód (osiedle Głębokie), w dolinie u podnóża Wzgórz Warszewskich na terenie Puszczy Wkrzańskiej (Park Leśny Głębokie), przy DW115. Nad południowym brzegiem jeziora znajduje się popularne kąpielisko miejskie dobrze skomunikowane zarówno z centrum miasta, jak i okolicznymi miejscowościami powiatu polickiego.

## Charakterystyka
Jezioro jest zbiornikiem bezodpływowym położonym w polodowcowej rynnie, zasilanym jedynie przez opady atmosferyczne i wody podziemne. Jezioro posiada również sztuczne podziemne połączenie, które umożliwia zasilanie go wodami Osówki podczas sezonowego obniżenia wysokości lustra wody. Drugie podobne połączenie (o większym znaczeniu) zasila Jezioro Głębokie wodami Gunicy. Zbiornik jest silnie zeutrofizowany. Zlewnia jest prawie w całości zalesiona, a od strony wschodniej zabudowana.
Wokół jeziora wytyczono popularny szlak spacerowo-rowerowy (oznaczony czerwonymi znakami ) „Wokół Jeziora Głębokiego” o długości około 6 km. Rozpoczyna się na południe od jeziora, w obszarze pętli tramwajowej „Głębokie”, prowadzi przez leśne parkingi z wytyczonymi miejscami do palenia ognisk i grillowania przy drodze w kierunku Wołczkowa i nad brzegiem jeziora, otacza jezioro i kończy się przy ul. Kąpieliskowej na osiedlu Głębokie. Możemy na nim podziwiać m.in. pięć pomnikowych dębów szypułkowych o obwodzie 280–305 cm zwanych Brytyjczykami oraz buk o nazwie Upiór.
Dane morfometryczne jeziora
- powierzchnia: 31,3 ha
- długość: 1550 m
- szerokość: 300 m
- długość linii brzegowej: 3950 m
- głębokość średnia: 2,4 m
- głębokość maksymalna: 6,0 m
- objętość: 751 tys. m³

Zlewnia:
- zlewnia bezpośrednia: 134 ha
- zlewnia całkowita: 162 ha

## Historia
- 1418 – książęta szczecińscy Otton II i Kazimierz V wyrazili zgodę, by odprowadzać do jeziora wodę z potoku Osówka służącą do poruszania młynów w Dolinie Siedmiu Młynów,
- XIX wiek – popularne miejsce wycieczek,
- lata 20. XX wieku – zbudowano kąpielisko nad Jeziorem Głębokim.

## Zdjęcia

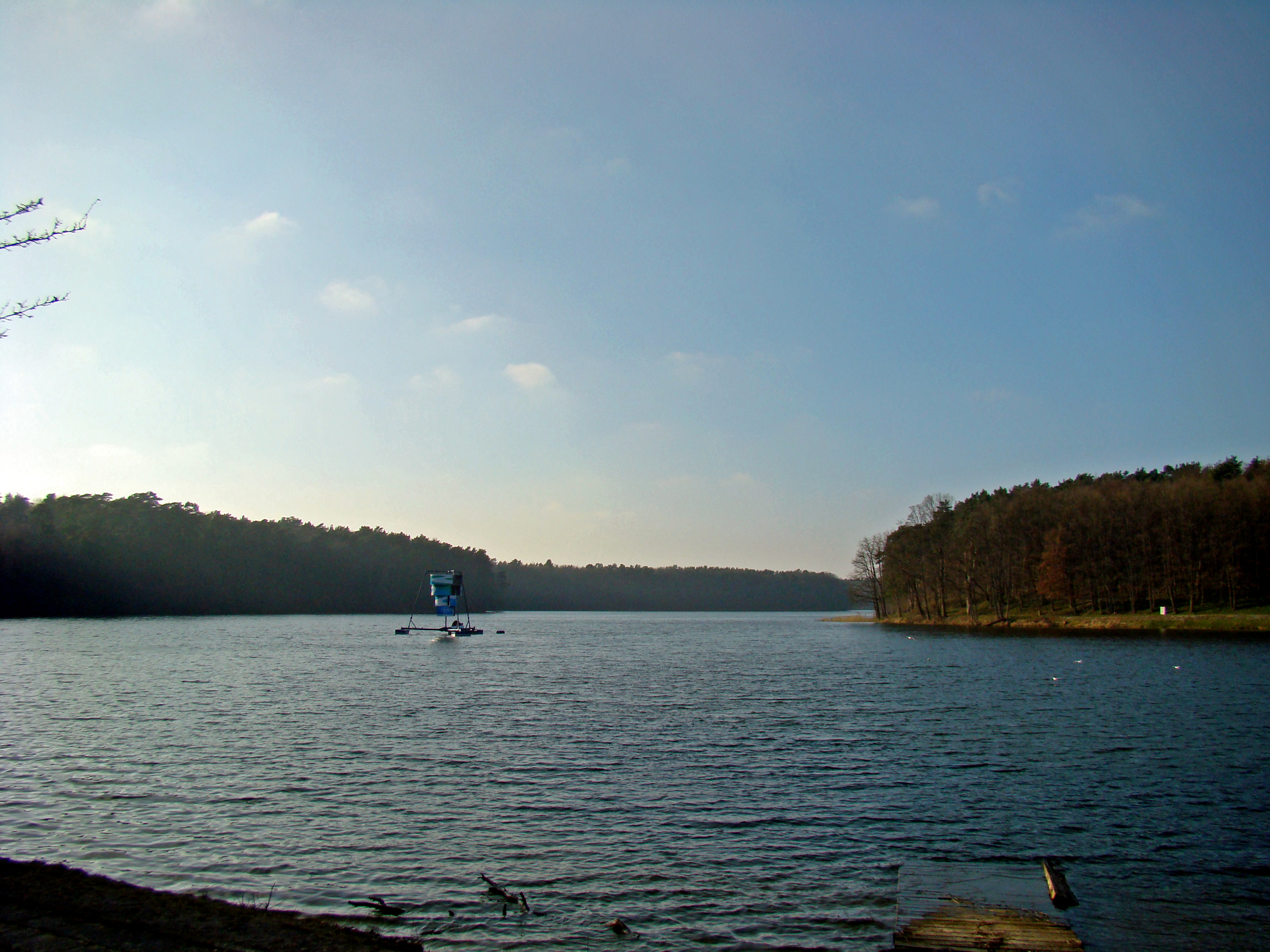
Jezioro Głębokie - widok w kierunku północno-zachodnim
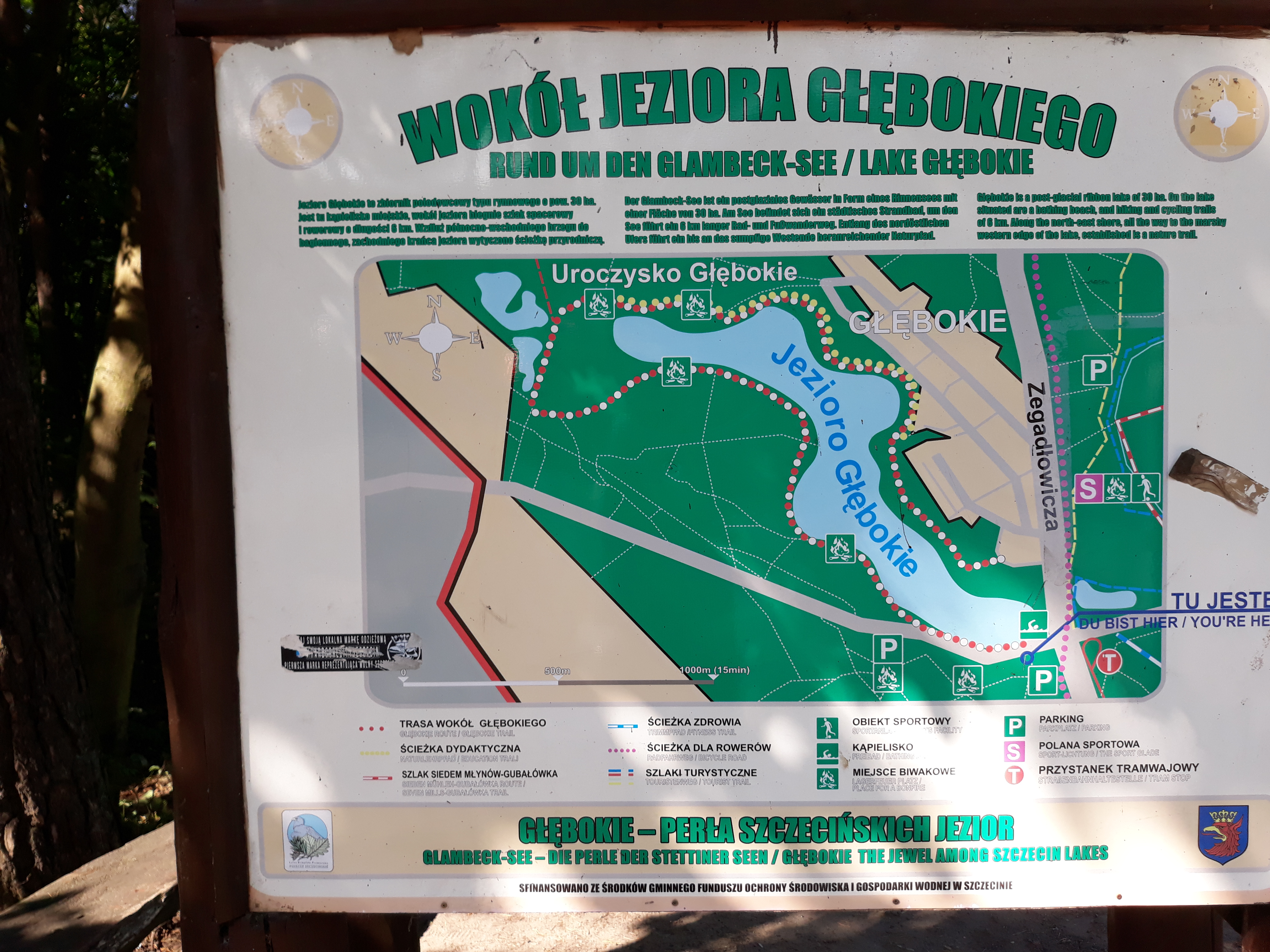
Czerwony szlak "Wokół Jeziora Głębokiego"
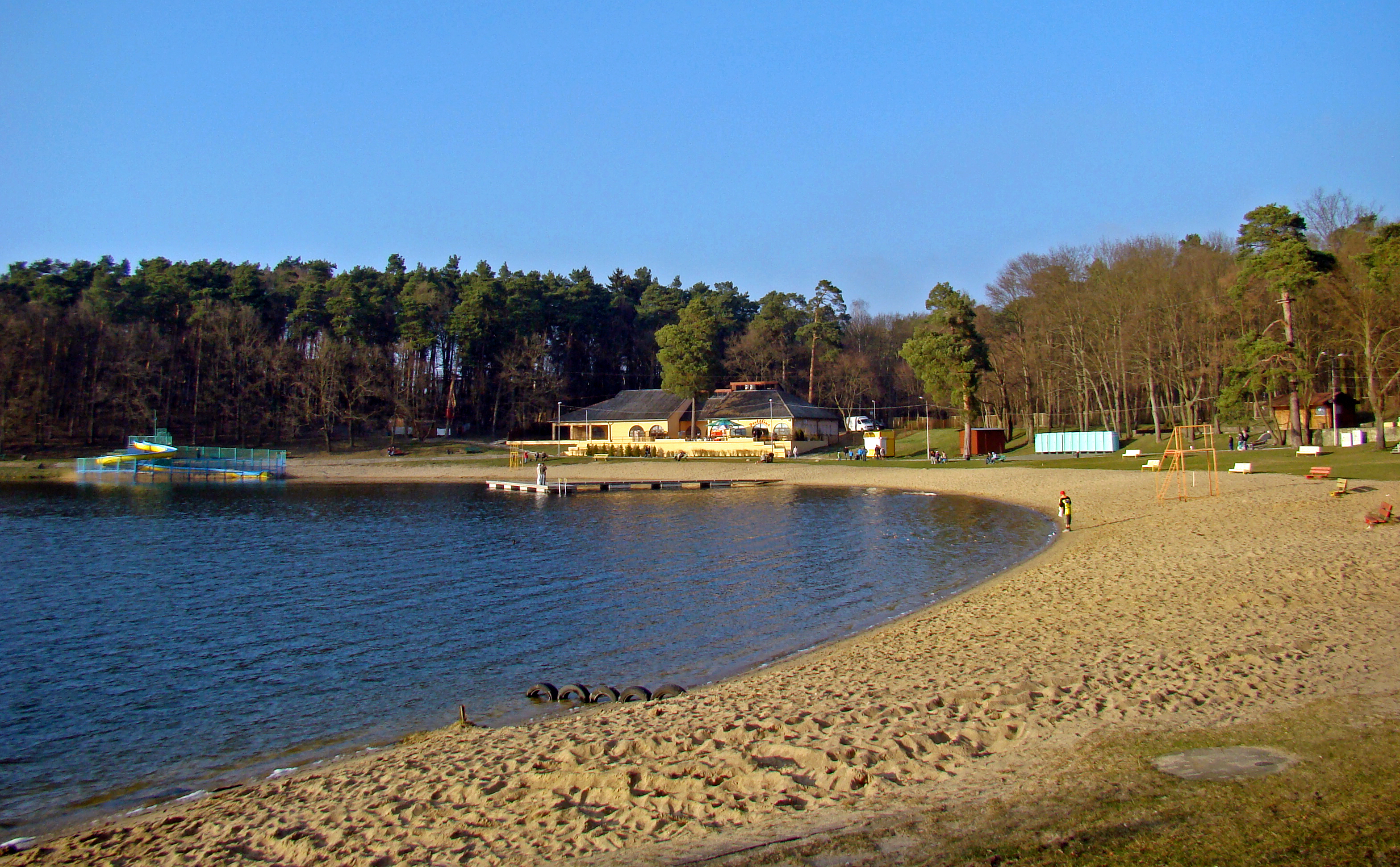
Plaża/Kąpielisko na terenie KM „Głębokie”
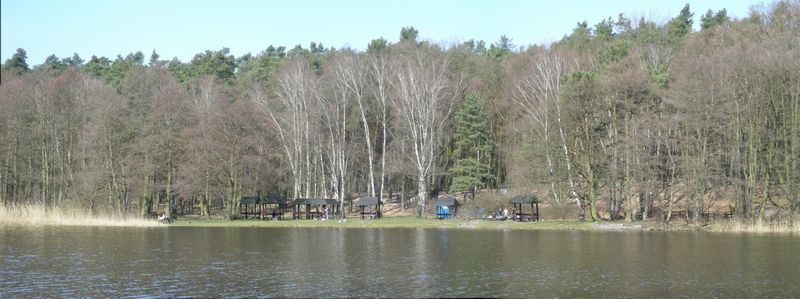
Miejsce do biwakowania, palenia ognisk i grillowania wyznaczone na północnym brzegu jeziora przy szlaku „Wokół Jeziora Głębokiego”
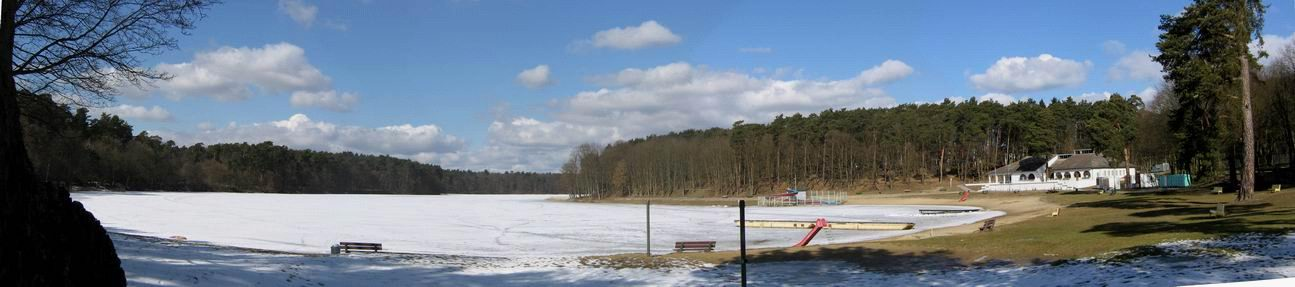
Zimowa panorama Jeziora Głębokiego (widok od strony kąpieliska); w tle Park Leśny Głębokie – część Puszczy Wkrzańskiej
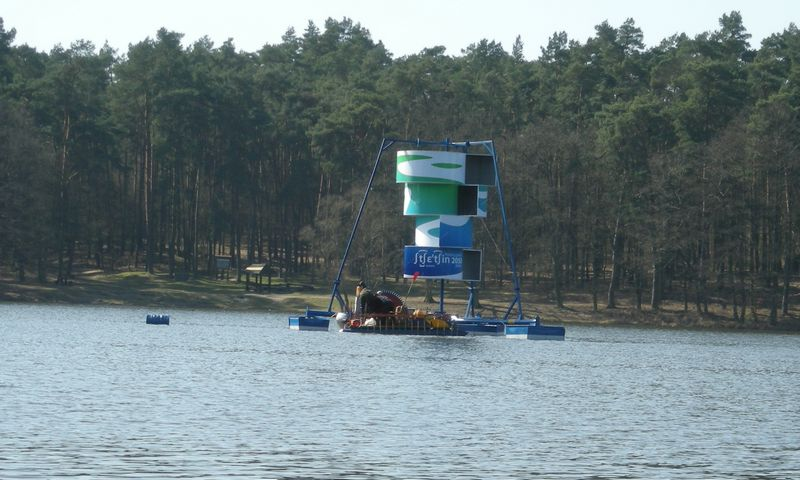
Aerator hypolimnionu wykorzystywany od roku 2008 do rekultywacji silnie zeutrofizowanego jeziora
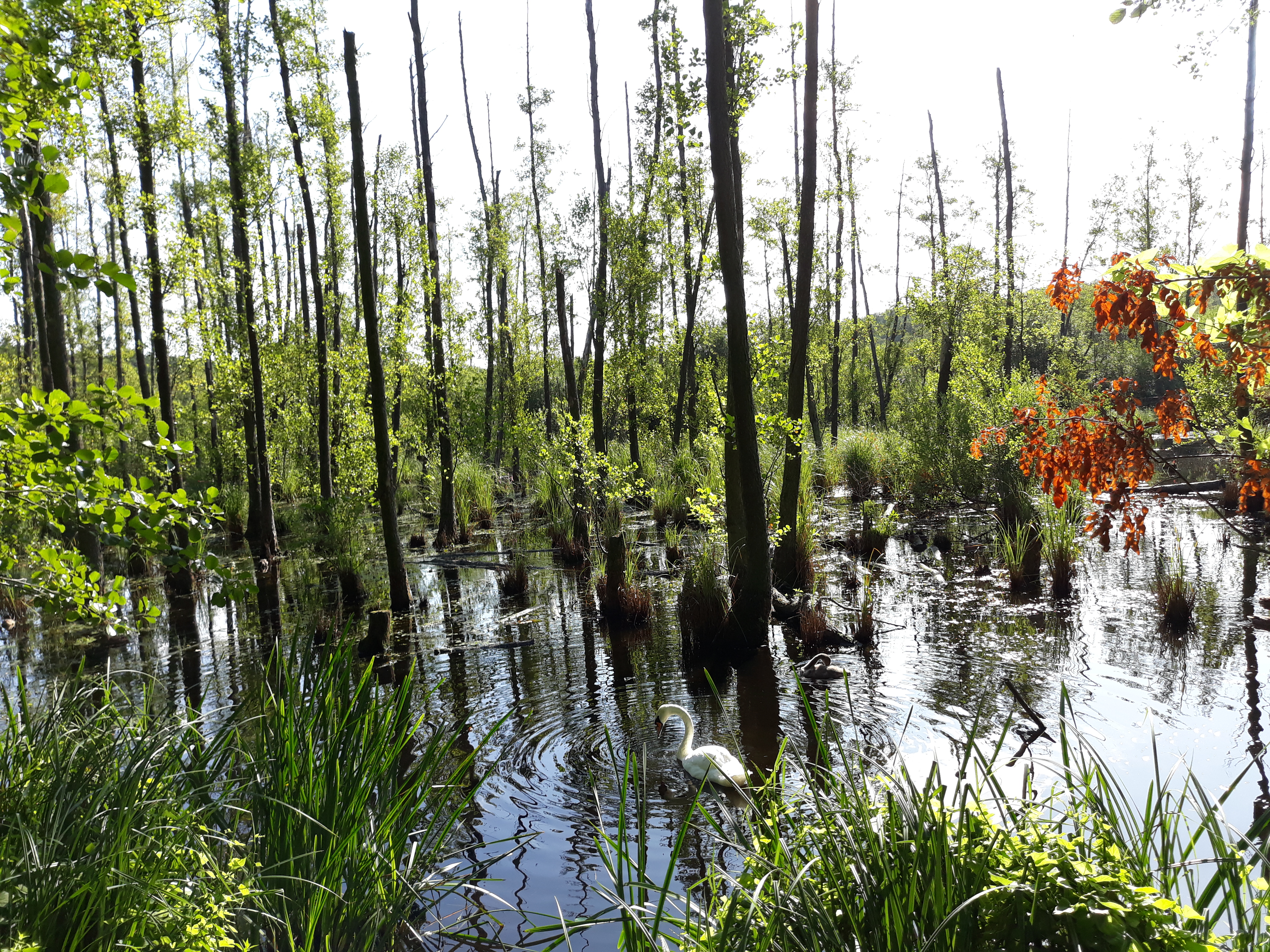
Uroczysko w północno-zachodniej części jeziora